# Lyft
Lyft, Inc., tidigare Bounder Web och Zimride, är ett amerikanskt IT- och transportföretag som verkar inom samåkningstaxi; uthyrning av cyklar och elsparkcyklar samt hemleverans av mat och läkemedel. De är USA:s näst största företag inom samåkningstaxi och i början av 2018 hade Lyft en marknadsandel på 27–35% av den amerikanska marknaden, det är bara konkurrenten Uber som hade större. Lyft fanns i mars 2021 i 645 städer i alla amerikanska delstater samt Washington, D.C. och tio städer, en i British Columbia och resten i Ontario, i Kanada.

## Historik
Företaget har sitt ursprung från ett företag, med namnet Bounder Web, som Logan Green och John Zimmer grundade år 2007. Det företaget verkade med att erbjuda bilpooler för kunder som behövde först och främst åka längre sträcker mellan olika städer. Året efter bytte det namn till Zimride. I maj 2012 lanserade Zimride en tjänst för en samåkningstaxi med namnet Lyft och det blev en omedelbar succé. Ett år senare beslutade Green och Zimmer att Zimride skulle byta namn till Lyft. I juli sålde man allt utöver samåkningstaxin till Enterprise Holdings, ett förvaltningsbolag inom biluthyrning, i syfte att koncentrera sig helt på samåkningstjänsten. I december 2017 påbörjade man en internationell expandering av Lyft när man började erbjuda tjänster till kunder i Toronto, Ontario i Kanada. I juli 2018 köpte man Motivate som var USA:s största företag inom uthyrning av cyklar för omkring 250 miljoner amerikanska dollar. I september utökade man Motivate med att även hyra ut elsparkscyklar. I april 2019 blev Lyft ett publikt aktiebolag och aktierna började handlas på Nasdaq. I april 2020 lanserade man även hemlevererans av mat och läkemedel till kunder.